# Carry On Wayward Son
Carry On Wayward Son – singiel napisany przez Kerry’ego Livgrena i nagrany przez zespół Kansas na potrzeby albumu Leftoverture z 1976 roku. W 1977 roku piosenka osiągnęła 11. miejsce na amerykańskiej liście przebojów Billboard Hot 100, stając się pierwszym utworem zespołu, który zajął miejsce w pierwszej 20 tego zestawienia. Piosenka otrzymała certyfikat złotej płyty od RIAA 18 grudnia 1990 r.

## Podsumowanie
7-calowy singiel uzyskał złoty certyfikat RIAA. Wersja z singla jest znacznie krótszą wersją utworu, zredagowaną do 3:26, jest również jedynym singlem zespołu na liście przebojów w Wielkiej Brytanii, osiągając tam 51 pozycję. Wszystkie początkowe wydania singla zawierały na stronie B utwór „Questions of My Childhood”. Piosenka została później ponownie wydana na wszystkich kompilacjach (z wyjątkiem Works in Progress) i wszystkich albumach koncertowych Kansas.
Utwór został umieszczony na 96. miejscu listy 100 najlepszych utworów hard rocka kanału VH1.

## Pozycje na listach przebojów
| Lista (1976-77)        | Pozycja |
| ---------------------- | ------- |
| Canada RPM Top Singles | 5       |
| UK Singles Chart       | 51      |
| Billboard Hot 100      | 11      |

## Twórcy
- Steve Walsh – wokal prowadzący, instrumenty klawiszowe, organy
- Robby Steinhardt – chórki
- Kerry Livgren – gitara elektryczna, fortepian
- Rich Williams – gitara akustyczna i elektryczna
- Dave Hope – gitara basowa
- Phil Ehart – perkusja

## W innych mediach
Utwór „Carry On Wayward Son” jest uważany za nieoficjalną piosenkę przewodnią serialu Nie z tego świata. Jest odtwarzany podczas podsumowania przed finałem każdego sezonu serialu, z wyjątkiem pierwszego sezonu, w którym był odtwarzany podczas podsumowania przedostatniego odcinka.